# Hal Robson-Kanu
Hal Robson-Kanu (ur. 21 maja 1989 w Londynie) – walijski piłkarz, który występował na pozycji napastnika. W latach 2010–2021 reprezentant Walii. Półfinalista Mistrzostw Europy w 2016 roku.
W swojej karierę większość czasu spędził w dwóch klubach: Reading oraz West Bromwich Albion.

## Kariera klubowa
Zawodową karierę rozpoczynał w 2007 roku w zespole Reading z Premier League. Przed debiutem w jego barwach, w styczniu 2008 roku został wypożyczony do Southend United z League One. Pierwszy ligowy mecz zaliczył tam 2 lutego 2008 roku przeciwko ekipie Leyton Orient (2:2). 11 marca 2008 roku w zremisowanym 1:1 spotkaniu z Nottingham Forest strzelił pierwszego gola w League One. W maju 2008 roku wrócił do Reading, ale w tym samym roku spadł z nim do Championship.
W sierpniu 2008 roku Robson-Kanu ponownie został wypożyczony do Southend United, nadal grającego w League One. W listopadzie tego samego roku wrócił do Reading, a w styczniu 2009 roku wypożyczono go do Swindon Town, grającego w League One. W czerwcu 2009 roku wrócił do Reading. 8 sierpnia 2009 roku w zremisowanym 0:0 ligowym pojedynku z Nottingham Forest zadebiutował w Championship. 25 września 2010 roku w wygranym 3:0 meczu z Barnsley zdobył pierwszą bramkę w Championship. 9 maja 2016 klub Reading poinformował o tym, że zawodnik nie przedłuży kontraktu i opuści zespół w lipcu wraz z końcem umowy.
1 lipca 2021 roku zakończył piłkarską karierę.

## Kariera reprezentacyjna
Robson-Kanu jest byłym reprezentantem Anglii U-19 oraz U-20. W związku z tym, że jego babcia pochodziła z Walii, Hal został uprawniony do gry w reprezentacji Walii. Zadebiutował w niej 23 maja 2010 roku w przegranym 0:2 towarzyskim meczu z Chorwacją.
Został powołany przez selekcjonera Chrisa Colemana na Mistrzostwa Europy we Francji, gdzie zdobył dwie bramki przeciwko Słowacji oraz Belgii.
Po wyjściu z grupy B, Walia natrafiła na reprezentacje Irlandii Północnej w meczu 1/8 finału. Mecz zakończył się zwycięstwem Waliijczyków wynikiem 1:0.
W ćwierćfinale zmierzyli się z reprezentacją Belgii, na stadionie Stade Pierre-Mauroy. Hal strzelił w nim bramkę na 2:1. Spotkanie zakończyło się zwycięstwem Walijczyków wynikiem 3:1.
W półfinale, reprezentacja Walii natrafiła na reprezentacje Portugalii na stadionie Groupama Stadium. Mecz zakończył się przegraną i odpadnięciem Wali z turnieju wynikiem 2:0.

### Bramki w kadrze
| # | Data                 | Stadion                                         | Przeciwnik | Bramka | Wynik | Rozgrywki     |
| - | -------------------- | ----------------------------------------------- | ---------- | ------ | ----- | ------------- |
| 1 | 22 marca 2013        | Hampden Park, Glasgow, Szkocja                  | Szkocja    | 2–1    | 2–1   | el. MŚ 2014   |
| 2 | 13 października 2014 | Cardiff City Stadium, Cardiff, Walia            | Cypr       | 2–0    | 2–0   | el. EURO 2016 |
| 3 | 11 czerwca 2016      | Stade Matmut-Atlantique, Bordeaux, Francja      | Słowacja   | 2–1    | 2–1   | EURO 2016     |
| 4 | 1 lipca 2016         | Stade Pierre-Mauroy, Villeneuve-d’Ascq, Francja | Belgia     | 2–1    | 3–1   | EURO 2016     |
| 5 | 5 września 2017      | Stadion Zimbru, Kiszyniów, Mołdawia             | Mołdawia   | 1-0    | 2:0   | el. MŚ 2018   |